# Костюковичский район
Костюковичский район (бел. Касцюковіцкі раён) — административная единица на юго-востоке Могилёвской области Республики Беларусь. Административный центр — город Костюковичи. 
Численность населения — 20 904 человек (на 1 января 2025 года). 

## Административно-территориальное деление
Район в административном отношении делится на город Костюковичи и 7 сельсоветов:
- Белодубровский
- Бороньковский
- Демидовичский
- Забычанский
- Новосамотевичский (до 19 апреля 2017 года назывался Белынковичский)
- Пролетарский
- Селецкий

## География
Район находится на юго-востоке Могилёвской области и занимает площадь 1493,74 км².
Основные реки — Беседь с притоками Суров, Жадунька (с Крупянкой и Крупней), Деражня, Олешня, Чернявка, Тростянка, Зубар (с Греблей), Машовка, Свинка.

## Геральдика
Герб и флаг учреждены Указом Президента Республики Беларусь от 3 января 2005 года № 1 и зарегистрированы в Государственном геральдическом регистре Республики Беларусь 6 января 2005 года № Б-33 и Б-34. Одобрены решением Костюковичского районного исполнительного комитета от 24 декабря 2002 года № 12-41.

## История
Район образован 17 июля 1924 года. Изначально находился в составе Калининского округа, в июне 1927 года был передан Могилёвскому округу, в составе которого находился по июль 1930 года. 15 января 1938 года был включён в состав Могилёвской области.
4 августа 1927 года в результате упразднения Белынковичского района в состав Костюковичского района были переданы 10 сельсоветов, 8 июля 1931 года — 11 сельсоветов упразднённого Хотимского района. 12 февраля 1935 года при повторном образовании Хотимского района в его состав были переданы 12 сельсоветов. 17 апреля 1962 года в связи с упразднением Хотимского района к Костюковичскому району были присоединены 6 сельсоветов и городской посёлок Хотимск (возвращены повторно образованному району 30 июля 1966 года).
20 октября 1995 года административные единицы Костюковичский район и город Костюковичи, имеющие общий административный центр, объединены в одну административную единицу — Костюковичский район. 

## Демография
Численность населения — 20 904 человек (на 1 января 2025 года), в том числе городское — 14 757 человек (Костюковичи — 14 757 человек), сельское — 6 147 человек.
Численность населения — 21 673 человек (на 1 января 2023 года), в том числе в городских условиях (Костюковичи) проживают — 15 089 человек, в сельских — 6 584 человек. Всего на территории района насчитывается 1 городской и 143 сельских населенных пункта.
По итогам переписи 2019 года, 90,32 % жителей района назвали себя белорусами, 6,15 % — русскими, 1,15 % — украинцами, 0,06 % — поляками.
| Численность населения (по годам) | Численность населения (по годам) | Численность населения (по годам) | Численность населения (по годам) | Численность населения (по годам) | Численность населения (по годам) | Численность населения (по годам) | Численность населения (по годам) | Численность населения (по годам) | Численность населения (по годам) | Численность населения (по годам) |
| 1939                             | 1959                             | 1970                             | 1979                             | 1989                             | 1996                             | 2001                             | 2002                             | 2003                             | 2004                             |                                  |
| -------------------------------- | -------------------------------- | -------------------------------- | -------------------------------- | -------------------------------- | -------------------------------- | -------------------------------- | -------------------------------- | -------------------------------- | -------------------------------- | -------------------------------- |
| 65 922                           | ↘52 579                          | ↘47 136                          | ↘39 124                          | ↘34 672                          | ↘33 500                          | ↘31 999                          | ↘31 282                          | ↘30 498                          | ↘29 840                          |                                  |
| 2005                             | 2006                             | 2007                             | 2008                             | 2009                             | 2010                             | 2011                             | 2012                             | 2013                             | 2014                             |                                  |
| ↘29 047                          | ↘28 419                          | ↘27 763                          | ↘27 109                          | ↘26 649                          | ↘26 263                          | ↘25 814                          | ↘25 314                          | ↘24 910                          | ↘24 412                          |                                  |
| 2015                             | 2016                             | 2017                             | 2018                             | 2019                             | 2023                             | 2024                             | 2025                             |                                  |                                  |                                  |
| ↘23 989                          | ↘23 504                          | ↘23 126                          | ↘22 894                          | ↘22 542                          | ↘21 673                          |                                  | ↘20 904                          |                                  |                                  |                                  |

На 1 января 2018 года 19,3 % населения района были в возрасте моложе трудоспособного (5-е место в Могилёвской области), 55,7 % — в трудоспособном возрасте (4-е место), 25 % (19-е место) — в возрасте старше трудоспособного. Средние показатели по Могилёвской области — 17,5 %, 56,8 % и 25,7 % соответственно. 52,9 % населения составляли женщины, 47,1 % — мужчины (средние показатели по Могилёвской области — 52,9 % и 47,1 % соответственно, по Республике Беларусь — 53,4 % и 46,6 %).
Коэффициент рождаемости в районе в 2017 году составил 12,3 на 1000 человек, коэффициент смертности — 16 (в районном центре — 12,7 и 10,2 соответственно). Средние показатели рождаемости и смертности по Могилёвской области — 10,5 и 13,6 соответственно, по Республике Беларусь — 10,8 и 12,6 соответственно. По уровню рождаемости район занял 5-е место в области. Всего в 2017 году в районе родилось 284 и умерло 369 человек, в том числе в районном центре родилось 202 и умерло 162 человека.
В 2017 году в районе было заключено 163 брака (7,1 на 1000 человек, средний показатель по Могилёвской области — 7,1) и 80 разводов (3,5 на 1000 человек, средний показатель по Могилёвской области — 3,6).

## Транспорт
Через район проходят железная дорога Орша — Унеча, автомобильные дороги на Климовичи, Краснополье, Хотимск, Чериков, Сураж, а также нефтепровод Унеча — Полоцк (часть нефтепровода «Дружба»).

## Экономика
Среднемесячная номинальная начисленная заработная плата (до вычета подоходного налога и второй части страховых отчислений) в 2017 году в районе составила 694,7 рублей (около 345 долларов). Район занимает 4-е место в Могилёвской области и 31-е место среди 129 районов и городов областного подчинения Республики Беларусь.

### Сельское хозяйство
Общая посевная площадь сельскохозяйственных культур в организациях района (без учёта фермерских и личных хозяйств населения) в 2017 году составила 28 438 га (284 км², 12-е место в Могилёвской области). В 2017 году под зерновые и зернобобовые культуры было засеяно 11 889 га, под кормовые культуры — 15 879 га. Валовой сбор зерновых и зернобобовых культур в сельскохозяйственных организациях в 2017 году составил 34,1 тыс. т. По валовому сбору зерновых в 2017 году район занял 14-е место в Могилёвской области. Средняя урожайность зерновых в 2017 году составила 29,6 ц/га (средняя урожайность по Могилёвской области — 33,4 ц/га, по Республике Беларусь — 33,3 ц/га). По этому показателю район занял 13-е место в Могилёвской области.
На 1 января 2018 года в сельскохозяйственных организациях района содержалось 21 тыс. голов крупного рогатого скота, в том числе 6,1 тыс. коров, а также 11 тыс. свиней. По поголовью крупного рогатого скота район занял 15-е место в Могилёвской области, по поголовью свиней — 8-е. В 2017 году сельскохозяйственные организации района реализовали 3 тыс. т скота и птицы на убой (в живом весе) и произвели 23,4 тыс. т молока. По производству молока район занял 15-е место в Могилёвской области. Средний удой молока с коровы — 4152 кг (средний показатель по Могилёвской области — 4296 кг, по Республике Беларусь — 4989 кг).

## Энергетика
Энергетика района представлена комплексом потребителей и источников электро-, теплоэнергии. Эксплуатирующие организации: Костюковичский район электрических сетей РУП «Могилёвэнерго», Могилёвские тепловые сети, филиал РУП «Могилёвэнерго». Источники электроэнергии района возобновляемые, экологически чистые.
В районе существует солнечная электростанция с тремя очередями фотоэлектрических модулей, суммарная мощность которых равна не менее 4.5 МВт (1.5 МВт каждый). Ввод в эксплуатацию: 2017 год. Летом, в пиковые значения выработки, электроэнергии хватает для покрытия потребностей райцентра. Энергетический комплекс расположен вблизи улицы Юношеская, на территории бывшего Кирпичного завода на площади 8,5 га.
Второй по мощности источник электроэнергии расположен в д. Низьки Костюковичского района. Это биогазовая установка, способная вырабатывать тепло-, электроэнергию (1 МВт электрической). Отпуск тепла будет производиться для нужд эксплуатирующей компании. Ввод в эксплуатацию: 2018 год.
Созданные на деньги инвесторов, энергокомплексы суммарной электрической мощностью 5.5 МВт являются плодом сотрудничества местных властей с немецкими компаниями.
В 2020 году Костюковичская районная гимназия стала обладателем фотоэлектрической системы, которая способствует децентрализации энергоснабжения школы. Суммарная мощность установки не менее 35.775 кВт электрической энергии, она способствует серьёзной экономии на закупке электрической энергии из общенациональных электросистем. Расположена на крыше гимназии. Другие разрозненные источники установленной мощности менее или равной 20 кВт установлены в качестве систем обеспечения электроэнергией городских осветительных систем.
На случай аварии в электросетях Костюковичского района электрических сетей РУП «Могилёвэнерго» имеется передвижная самоходная дизельная электростанция (ДЭС) установленной мощностью 400 кВт. Иные организации также имеют резервные источники питая в виде дизельных электростанций, но они не участвуют в отпуске электроэнергии в общенациональные системы электропередач.
21 декабря 2019 года была введена первая очередь новая котельная установленной мощностью 38,6 Гкал/ч, которая обеспечит тепловой энергией потребителей города, снизит экологическую нагрузку за счет сокращения выбросов в атмосферу. На котельной установлены 3 водогрейных котла, работающие на природном газе, а также электрокотел мощностью 10 МВт с баком-аккумулятором. Комплекс внесён в городскую черту, ранее котельная располагалась на производственных мощностях ОАО «Белорусский цементный завод», расположенного в 3-х километрах от города.

## Здравоохранение
В 2017 году в учреждениях здравоохранения района работало 54 врача и 313 средних медицинских работников, в лечебных учреждениях было 160 больничных коек. Численность врачей в пересчёте на 10 тысяч человек — 23,6 (средний показатель по Могилёвской области — 34,6, по Республике Беларусь — 40,5), количество коек в пересчёте на 10 тысяч человек — 69,9 (средний показатель по Могилёвской области — 83,1, по Республике Беларусь — 80,2). По этим показателям район занял 6-е и 10-е места в области соответственно.

## Образование
В 2017 году в районе насчитывалось 15 учреждений дошкольного образования (включая комплексы «детский сад — школа») с 1 тыс. детей. В 2017/2018 учебном году в районе действовало 14 учреждений общего среднего образования, в которых обучались 2,7 тыс. учеников. В школах района работало 360 учителей. В среднем на одного учителя приходилось 7,5 учеников (среднее значение по Могилёвской области — 8,4, по Республике Беларусь — 8,7). В 2018/2019 учебном году в Костюковичах действовало учреждение профессионально-технического образования — Костюковичский профессиональный лицей № 8 — ныне ГУО "Костюковичский государственный колледж" (обучает по профессиям — штукатур, продавец, слесарь, тракторист-машинист, водитель категории C, вальщик леса, швея, электросварщик).

## Культура

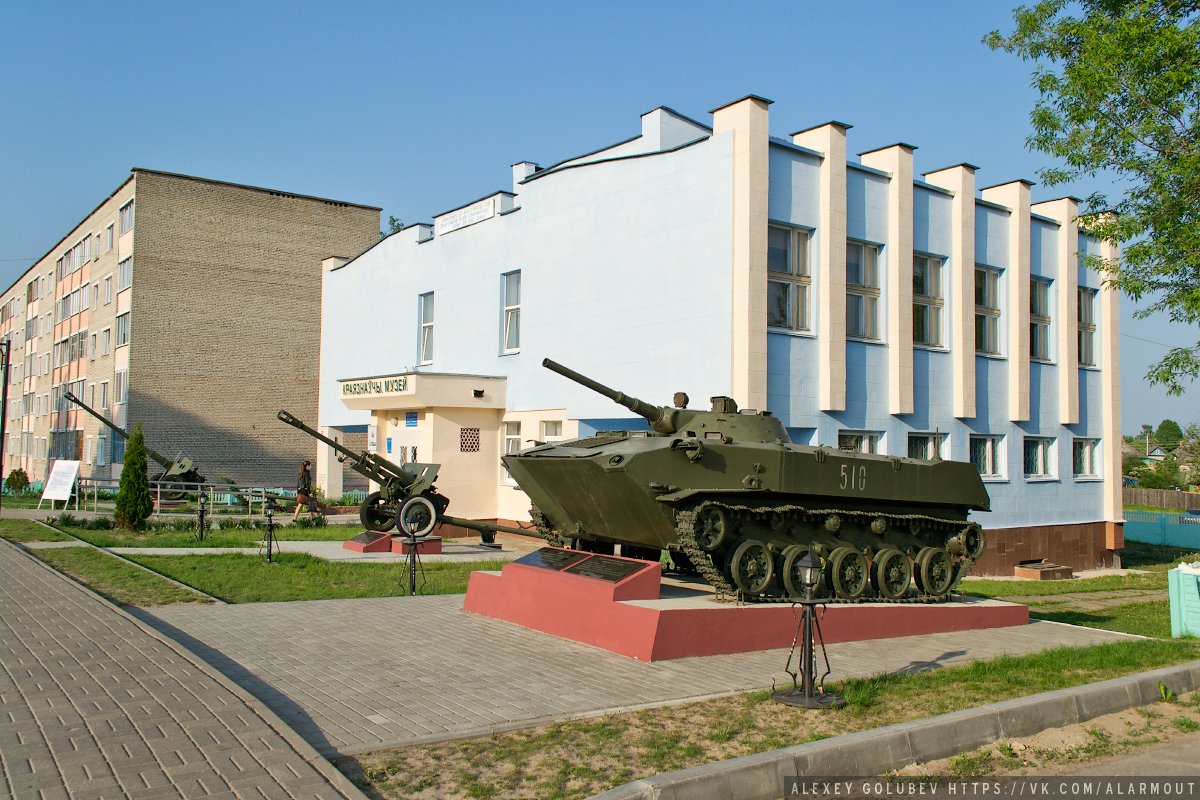
Костюковичский краеведческий музей

- Учреждение культуры «Костюковичский краеведческий музей» в городе Костюковичи. В музее собрано более 15,9 тысяч музейных предметов основного фонда (4-е место среди музеев Могилёвской области). В 2016 году музей посетили 15,5 тысяч человек (по этому показателю музей занял 10-е место в области)[45]
  - Литературный музей Народного поэта Беларуси А. А. Кулешова — филиал Костюковичского краеведческого музея в агрогородке Новые Самотевичи Новосамотевичского сельсовета
  - Краеведческий музей ГУО "Белынковичская средняя школа" в д. Белынковичи

## События и мероприятия
- Региональный фестиваль поэзии и авторской песни «Письменков луг». Проводится в городе Костюковичи и деревне Белынковичи с периодичностью один раз в два года. Впервые фестиваль «Письменков луг» состоялся в 2011 году на берегу реки Беседь в деревне Белынковичи в живописном месте напротив дома, где жил поэт Алесь Письменков.[46][47][48][49][50]

## Достопримечательности
- Крестовоздвиженская церковь (1999) в Костюковичи
- Свято-Покровская церковь (1863 год) в Гавриленко
- Свято-Вознесенская церковь (конец XIX века) в Забычанье
- Костёл Святых Ангелов-Хранителей (конец XIX века) в Каничи[бел.]
- Фрагменты винокурни Цехановецких (1914 г.) в Каничи[бел.]
- Свято-Троицкая церковь (1842 год) в Самотевичи
- Памятный знак «Историко-культурный объект «Письменков луг» в деревне Белынковичи
- Воинский мемориал «Алеша» в деревне Белынковичи

### Памятники природы
- «Природная криница д. Студенец» — гидрологический памятник природы местного значения
- «Природная криница д. Тупичино» — гидрологический памятник природы местного значения
- «Дерево В. А. Елисеенко» — ботанический памятник природы местного значения
- «Жабыковский Старожил» — ботанический памятник природы местного значения

## Галерея

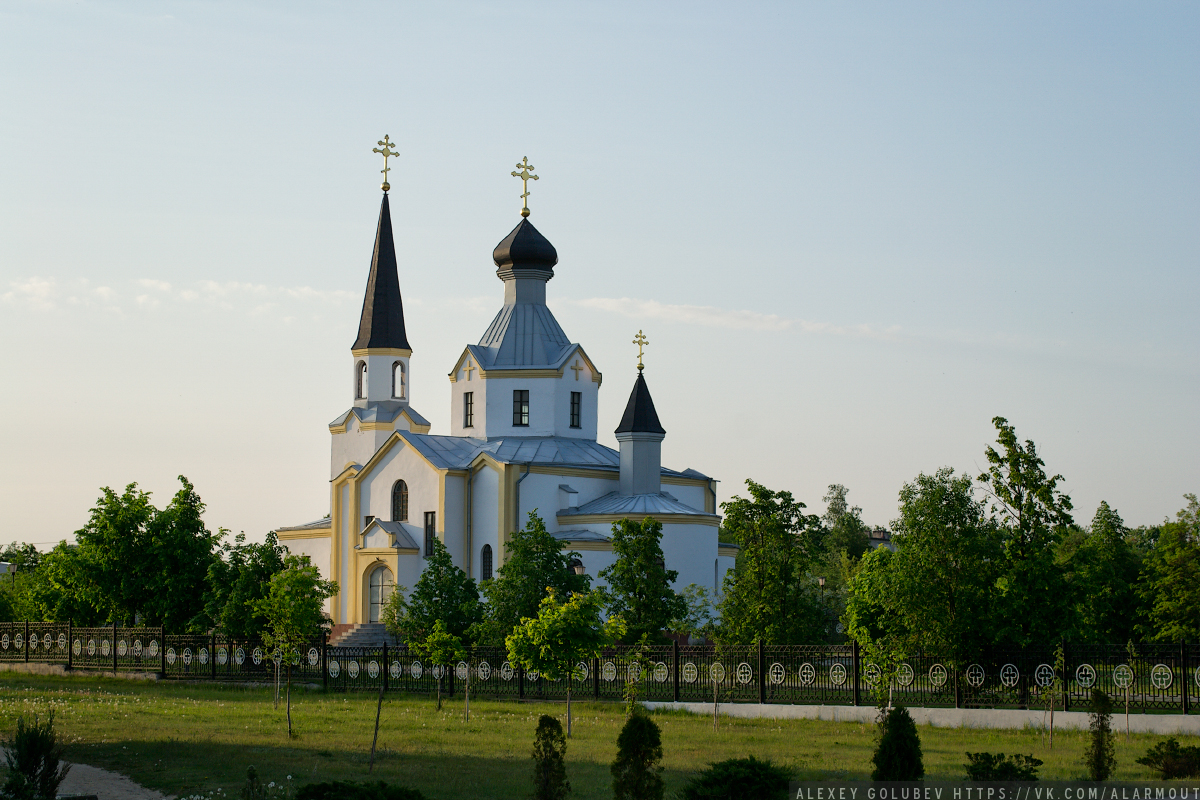
Крестовоздвиженская церковь в Костюковичи
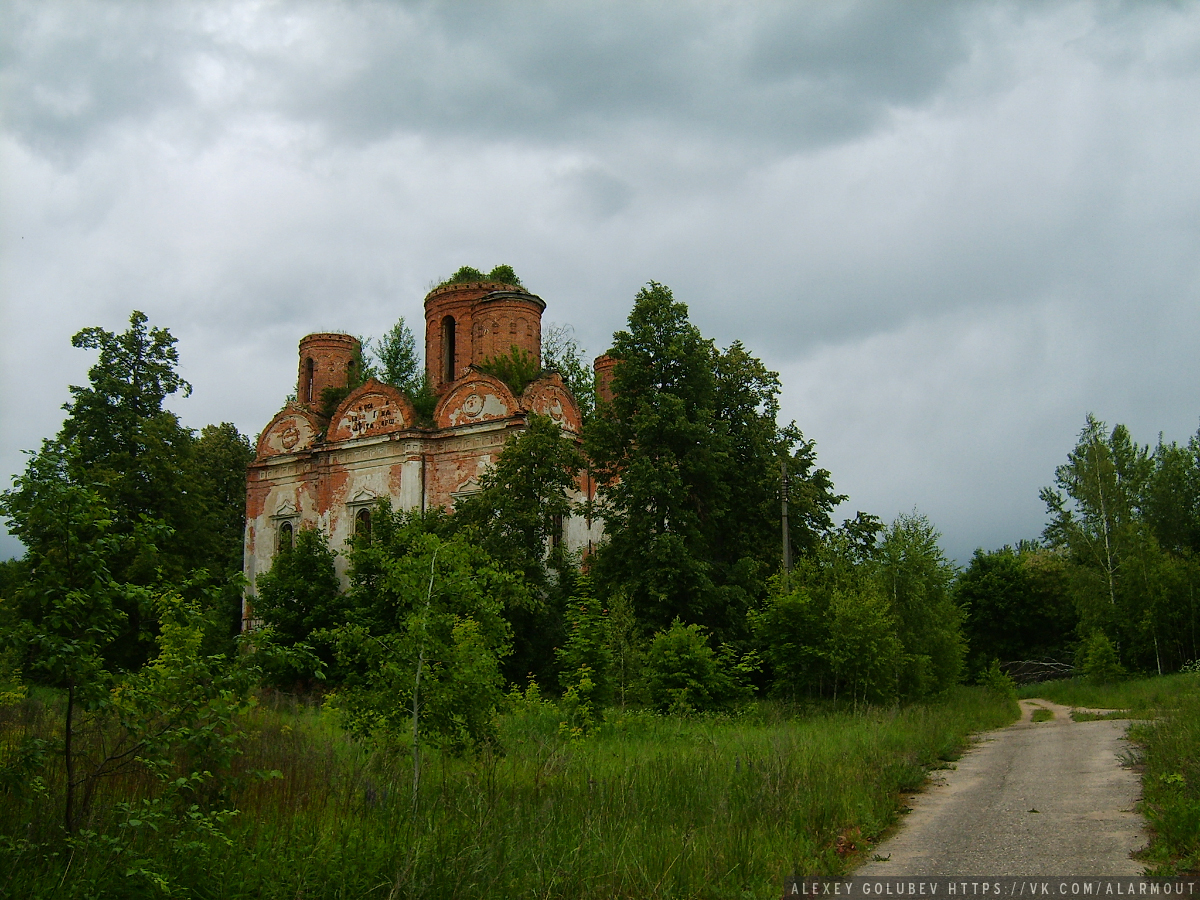
Свято-Троицкая церковь в Самотевичи
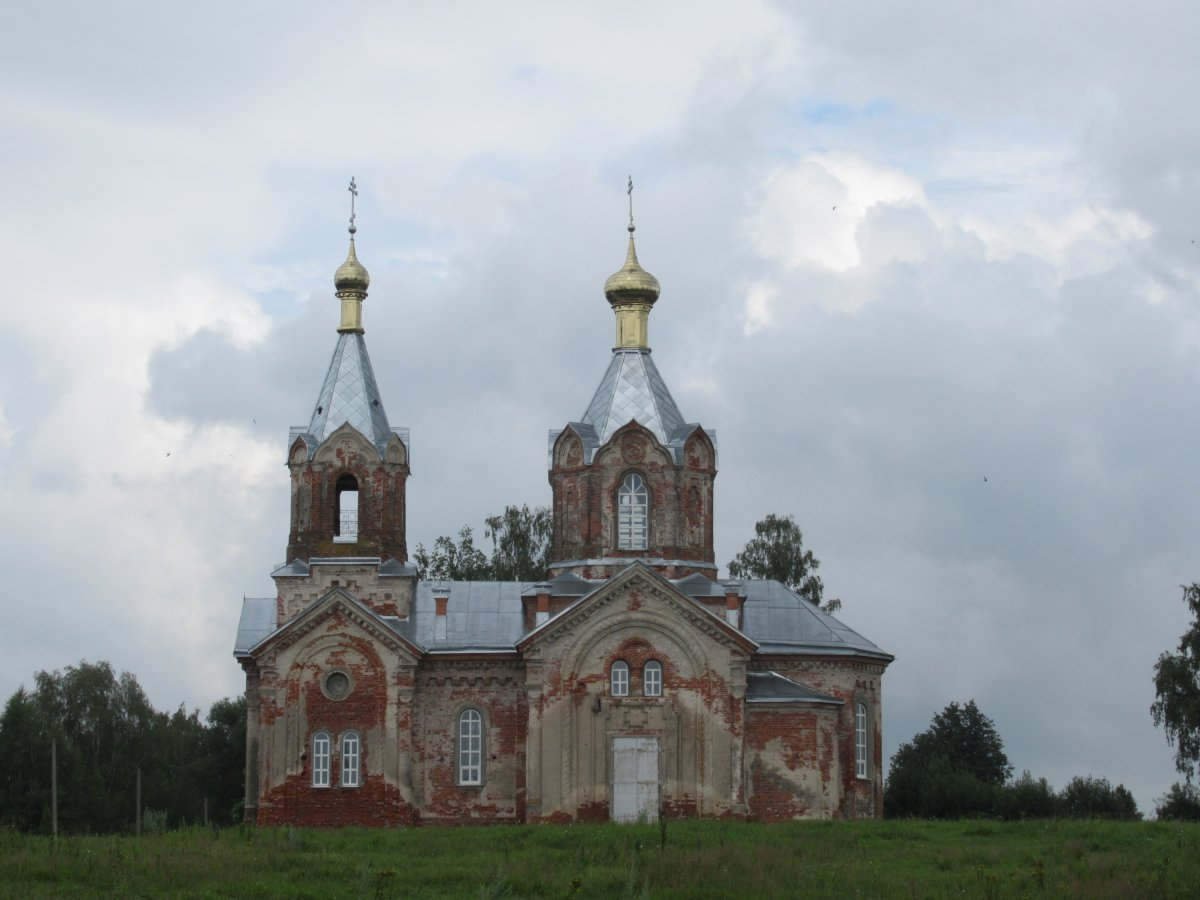
Свято-Вознесенская церковь в Забычанье
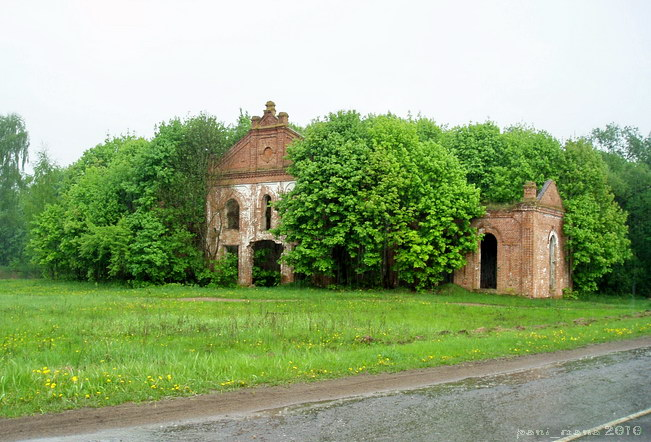
Винокурня Цехановецких в Каничи[бел.]
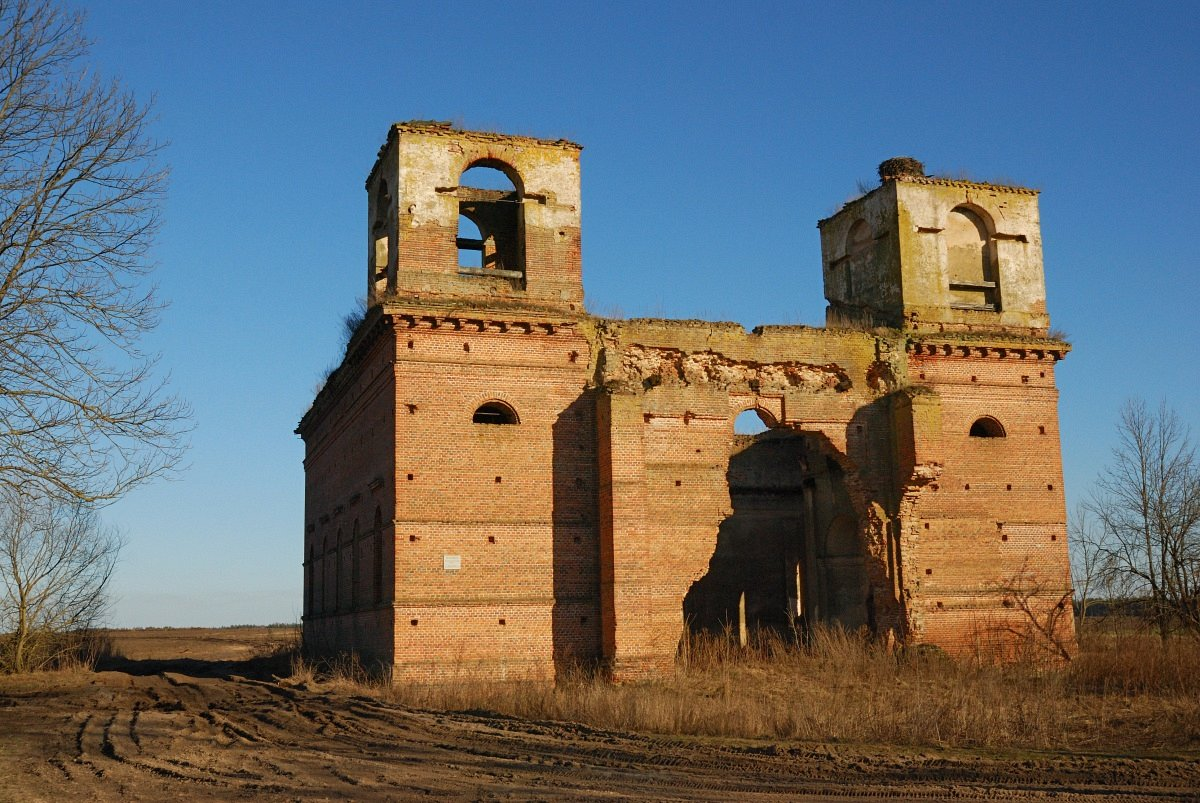
Костёл Святых Ангелов-Хранителей в Каничи[бел.]